# Andrej Križaj
Andrej Križaj, né le 11 septembre 1986 à Jesenice, est un skieur alpin slovène. 

## Biographie
Sa carrière dans l'élite commence en 2006 en Coupe du monde au super combiné de Wengen, y marquant son premier point (30e). Son meilleur résultat est une 19e place en décembre 2009 au super G de Val Gardena. Spécialiste des épreuves de vitesse, il prend part à des slalom géants de Coupe du monde lors de la saison 2010-2011.
Il obtient son premier podium en Coupe d'Europe en décembre 2007 au super combiné d'Altenmarkt-Zauchensee et sa première et seule victoire en 2011 au super G de Wengen.
Aux Jeux olympiques d'hiver de 2010, il est 37e de la descente, 33e du slalom géant, est disqualifié du super G et ne termine pas le super combiné.
Il participe aussi aux Championnats du monde 2011.
Il est également amateur de motocross.

## Palmarès

### Jeux olympiques d'hiver
| Épreuve / Édition | Descente | Super G | Combiné | Slalom géant |
| JO 2010 Vancouver | 37e      | DSQ     | 33e     | Abandon      |

### Championnats du monde
| Épreuve / Édition      | Descente | Super G | Slalom géant | Slalom | Combiné |
| Mondiaux 2011 Garmisch | —        | Abandon | —            | —      | —       |

Légende :
- — : Il n'a pas participé à cette épreuve

### Coupe du monde
- Meilleur classement général : 105e en 2010.
- Meilleur résultat : 19e.

#### Classements détaillés
| Saison / Épreuve | Saison / Épreuve | Général | Général | Descente | Descente | Slalom | Slalom | Slalom géant | Slalom géant | Super G | Super G | Combiné | Combiné |
| ---------------- | ---------------- | ------- | ------- | -------- | -------- | ------ | ------ | ------------ | ------------ | ------- | ------- | ------- | ------- |
| Saison / Épreuve | Saison / Épreuve | Class.  | Points  | Class.   | Points   | Class. | Points | Class.       | Points       | Class.  | Points  | Class.  | Points  |
| 2006             | 2006             | 147e    | 1       | -        | -        | -      | -      | -            | -            | -       | -       | 53e     | 1       |
| 2010             | 2010             | 105e    | 27      | 50e      | 8        | -      | -      | -            | -            | 38e     | 16      | 44e     | 3       |
| 2011             | 2011             | 158e    | 5       | -        | -        | -      | -      | -            | -            | 53e     | 5       | -       | -       |

### Coupe d'Europe
- 3 podiums dont 1 victoire (en super G).